# Picrasma cubensis
Picrasma cubensis är en bittervedsväxtart som beskrevs av Radlk. & Urb.. Picrasma cubensis ingår i släktet Picrasma och familjen bittervedsväxter. Inga underarter finns listade i Catalogue of Life.